# Antoni Bogusz
Antoni Bogusz z Ziemblic herbu Półkozic (ur. 13 czerwca 1700, zm. 1796) – kasztelan kamieniecki, pułkownik wojsk królewskich.

## Życiorys
Od 1736 podstoli podolski. W latach 1738–1740 miecznik latyczowski. W latach 1740–1746 był chorążym czerwonogrodzkim. Od 1754 chorąży latyczowski, później chorąży podolski od 1764. W latach 1766–1769 podkomorzy podolski. Pod koniec życia piastował urząd kasztelana kamienieckiego (1782).
Żona – Marianna Rutkowska, synowie – Mikołaj, Franciszek.